# Angolafiskaal
De angolafiskaal ( Laniarius brauni) is een zangvogel uit de familie Malaconotidae (bosklauwieren). Deze vogel is genoemd naar de Duitse verzamelaar Rudolph H. Braun. Het is een bedreigde, endemische vogelsoort in Angola.

## Kenmerken
De vogel is 20 cm lang met een roestkleurige kruin en een helder oranje-roodkleurige borst. Van boven is de vogel zwart met een smalle, witte vleugelstreep. De vogel lijkt sterk op Lühders fiskaal (L. luehderi), maar die heeft een roestrood gekleurde borst.

## Verspreiding en leefgebied
Deze soort is endemisch in de provincie Bengo in het noordwesten van Angola. Het leefgebied bestaat uit de ondergroei van natuurlijk bos in berggebieden van die provincie. De vogel wordt ook wel waargenomen in secundair bos.

## Status
De Angolafiskaal heeft een beperkt verspreidingsgebied en daardoor is de kans op uitsterven aanwezig. De grootte van de populatie werd in 2020 door BirdLife International geschat op 2100-4700 volwassen individuen en de populatie-aantallen nemen af door habitatverlies. Het leefgebied wordt aangetast door ontbossing ten behoeve van zwerflandbouw en de winning van timmerhout. Om deze redenen staat deze soort als bedreigd op de Rode Lijst van de IUCN.